# 日本首都
日本首都是東京都。儘管首都地位沒有法律依据，實際上皆視東京為日本的首都；日本政府的態度，也認為東京是日本的首都。歷史上，日本的首都所在地主要隨天皇的居住地而定，並有多次變動。東京目前是天皇居所、皇室與中央政府的所在地。

## 歷史
日本人慣稱天皇居處為「京」。日本古歷史中，奈良、大阪、京都等都市都曾有天皇宮殿的遺跡。在鐮倉幕府以後，天皇就住在京都，當時也有所謂的平安京、京洛（洛陽）的稱呼。江戶幕府將軍德川慶喜執政末期時將江戶改名東京，便有東、西京之別；之後隨著明治天皇遷都東京，始有東京為首都的不成文說法。

## 用詞
目前，日本政府的官方網站，將東京列為首都。其他國家的外交部門，也把东京列為日本首都。而美國《世界概況》也把日本的首都列為东京。
2018年2月，日本眾議院議員逢坂誠二要求日本政府官員回答日本首都；隨後內閣總理大臣安倍晉三代表日本政府回答：「儘管沒有法令直接規定，但我們認為，社會普遍接受日本的首都是東京」
儘管日本政府明確表示東京是日本的首都，但由於日本法律沒有直接指定首都位置、民間對首都的定義不一致、加上昔日朝廷所在的京都仍留有舊皇宮與天皇御座等皇室設施，因此也有意見認為日本的首都是東京與京都、或京都是正式首都等。

## 法律地位
現行的日本法律雖然沒有直接指定首都位置，但近代部分的詔書與廢止法律提及東京為首都。
「首都」一詞首次出現在日本法律，是1950年制定的《首都建設法》，其宣示東京都的首都地位；該法在1956年廢止後，後繼的《首都圈整備法》第二條，則把首都圈訂為東京都與周圍地區。以《首都圏整備法》為基礎的《首都圏整備法施行令》則把「周圍地區」訂為埼玉縣、千葉縣、神奈川縣、茨城縣、栃木縣、群馬縣、山梨縣。另外，日本也有訂定《首都直下地震對策特別措置法》以因應潛在的南關東直下地震。

## 遷都相關討論
自遷都東京後，依舊有部份意見，要求從東京再遷到其他地方。1923年關東大地震後，就有意見要求遷都至大阪；但1923年9月12日，大正天皇以詔書明確拒絕遷都事宜。
1990年代，日本國會開始討論遷移國會的可能性，並於1992年訂定《国会等の移転に関する法律》將遷移國會法制化，並計畫於2010年完成；當時首都機能移轉的候選城市有栃木、福島、岐阜、愛知，甚至有遷回奈良、京都、滋賀等意見。但由於東京都政府反對及經費問題，遷都並未實施另外，由於皇居並不在遷移範圍內，所以遷移政府機關的議論，一般皆不視為遷都。內閣總理大臣橋本龍太郎於1996年明確否定遷移皇居的可能性。2011年3月11日發生東日本大震災後，遷都或設立「副首都」之議再起。
2023年，日本文化廳將廳本部遷移至京都市。這是遷都東京後，首間机构驻地不在東京的日本中央機關。

## 歷代天皇駐地列表
| 首都                                | 皇宮            | 現今位置                             | 年代                                             | 備註   |
| ----------------------------------- | --------------- | ------------------------------------ | ------------------------------------------------ | ------ |
| 泊瀬朝倉宮                          |                 | 奈良縣櫻井市                         | 456年-480年                                      |        |
| 磐余甕栗宮                          |                 | 奈良縣櫻井市                         | 480年-485年                                      |        |
| 近飛鳥八釣宮 （页面存档备份，存于） |                 | 奈良縣高市郡明日香村                 | 485年-488年                                      |        |
| 石上廣高宮                          |                 | 奈良縣天理市                         | 488年-498年                                      |        |
| 泊瀬列城宮                          |                 | 奈良縣櫻井市                         | 498年-507年                                      |        |
| 樟葉宮                              |                 | 大阪府枚方市                         | 507年-511年                                      |        |
| 筒城宮                              |                 | 京都府京田邊市                       | 511年-518年                                      |        |
| 弟國宮                              |                 | 京都府長岡京市                       | 518年-526年                                      |        |
| 磐余玉穂宮                          |                 | 奈良縣櫻井市                         | 526年-532年                                      |        |
| 勾金橋宮                            |                 | 奈良縣橿原市                         | 532年-535年                                      |        |
| 檜隈廬入野宮                        |                 | 奈良縣櫻井市                         | 535年-540年                                      |        |
| 磯城島金刺宮                        |                 | 奈良縣明日香村                       | 540年-572年                                      |        |
| 百濟大井宮                          |                 | 奈良縣櫻井市 奈良縣廣陵町等諸多說法  | 572年-575年                                      |        |
| 譯語田幸玉宮                        |                 | 奈良縣櫻井市                         | 575年-585年                                      |        |
| 磐余池邊雙槻宮                      |                 | 奈良縣磯城郡                         | 585年-587年                                      |        |
| 倉梯柴垣宮                          |                 | 奈良縣磯城郡                         | 587年-593年                                      |        |
| 豐浦宮                              |                 | 奈良縣明日香村                       | 593年-603年                                      |        |
| 小墾田宮                            |                 | 奈良縣明日香村                       | 603年-630年 642年-643年                          |        |
| 岡本宮                              |                 | 奈良縣明日香村                       | 630年-636年                                      |        |
| 田中宮                              |                 | 奈良縣橿原市                         | 636年-640年                                      |        |
| 百濟宮                              |                 | 奈良縣廣陵町                         | 640年-642年                                      |        |
| 板蓋宮                              |                 | 奈良縣明日香村                       | 643年-645年 655年                                |        |
| 難波長柄豐碕宮                      |                 | 大阪府大阪市                         | 645年-655年 661年-667年                          |        |
| 川原宮                              |                 | 奈良縣明日香村                       | 655年-656年                                      |        |
| 後飛鳥岡本宮                        |                 | 奈良縣明日香村                       | 656年-661年                                      |        |
| 朝倉橘廣庭宮                        |                 | 福岡縣朝倉市                         | 661年                                            |        |
| 近江宮                              |                 | 滋賀縣大津市                         | 667年-672年                                      |        |
| 飛鳥淨御原宮                        |                 | 奈良縣明日香村                       | 672年-694年                                      |        |
| 藤原京                              |                 | 奈良縣橿原市                         | 694年-710年                                      |        |
| 平城京                              | 平城宮          | 奈良縣奈良市的西郊                   | 710年-740年 745年-784年                          |        |
| 恭仁京                              | 恭仁宮          | 京都府木津川市                       | 740年-743年                                      |        |
| 紫香樂宮                            |                 | 滋賀縣甲賀市                         | 743年-744年                                      |        |
| 难波京                              | 難波宮          | 大阪府大阪市                         | 744年-745年                                      |        |
| 長岡京                              | 長岡宮          | 京都府向日市、長岡京市、京都市西京區 | 784年-794年                                      |        |
| 平安京                              | 大內裏 京都御所 | 京都府京都市                         | 794年-1868年                                     |        |
| 福原京                              |                 | 兵庫縣神戶市                         | 1180年                                           |        |
| 吉野行宮（南朝）                    |                 | 奈良縣吉野郡吉野町                   | 1336年-1348年 1373年                             |        |
| 賀名生行宮（南朝）                  |                 | 奈良縣五條市                         | 1336年 1348年-1351年 1352年-1354年 1373年-1392年 |        |
| 天野行宮（南朝）                    |                 | 大阪府河內長野市                     | 1354年-1359年                                    |        |
| 住吉行宮（南朝）                    |                 | 大阪府大阪市                         | 1360年-1373年                                    |        |
| 東京                                | 皇居            | 東京都千代田區                       | 1868年至今                                       | 非法定 |